# Enno Endt

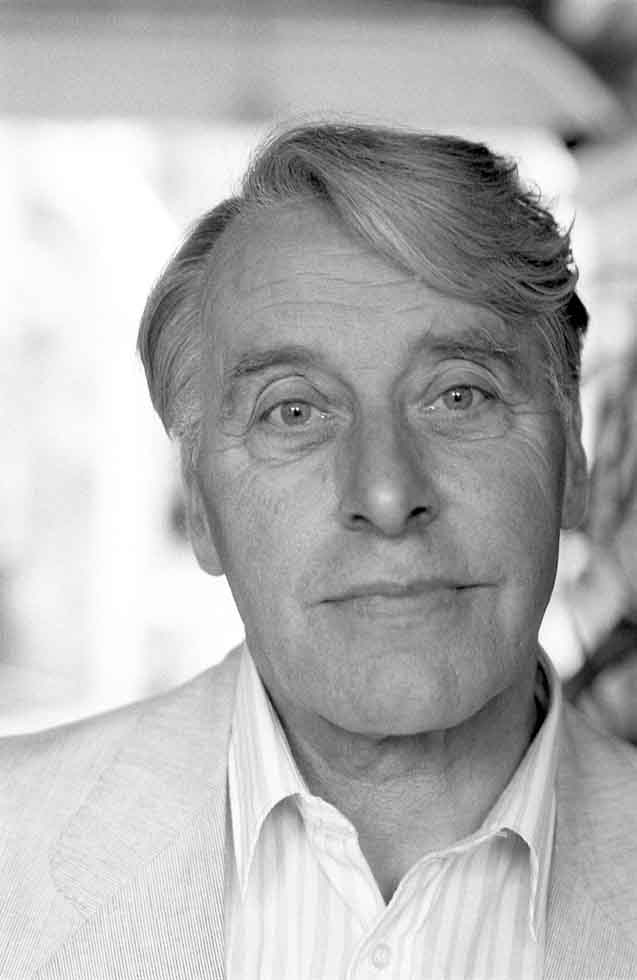
Enno Endt gefotografeerd door Bert Nienhuis

Enno Endt (Enschede, 3 december 1923 – Edam, 21 april 2007) was een Nederlandse neerlandicus en kenner van het werk van Herman Gorter.

## Loopbaan
Enno Endt studeerde Nederlandse Taal en Letterkunde aan de Universiteit van Amsterdam, onder andere bij de hoogleraren Donkersloot en Wytze Gs. Hellinga, en was tot 1986 als docent verbonden aan diezelfde Universiteit. Zijn aandacht richtte zich op twee nogal uiteenlopende onderwerpen van studie: enerzijds de woordenschat van de Nederlandse volkstaal, het Bargoens, anderzijds het werk van de dichter Herman Gorter. Over het Bargoens publiceerde hij vanaf 1969. Het Bargoens woordenboek (1971) maakte hij samen met zijn latere tweede vrouw, Lieneke Frerichs. Van dit boek verschenen daarna regelmatig herziene edities. De laatste editie waaraan Endt meewerkte verscheen in 2006.
Als student was Endt al een Gorterfan. Hij citeerde diens verzen uit zijn hoofd zoals ook de schrijver J.J. Voskuil memoreerde in zijn boek Bij nader inzien, waarin hij Endt de naam David Grobben gaf. Van het werk van Gorter verzorgde Endt verschillende tekstkritische uitgaven, o.a. van diens bekende gedicht Mei. Maar bekend werd hij vooral ook door zijn grote Herman Gorter Documentatie 1864-1897, een verzameling van brieven van en over de schrijver, persoonlijke documenten zoals notulen van vergaderingen, school- en studieresultaten, recensies op zijn werk, huishoudboekjes en fragmenten uit dagboeken van anderen waarin Gorter ter sprake komt, zoals van Frederik van Eeden en andere collega’s. Endt geeft in dit werk wel verklarende voetnoten maar probeert niet om al die verschillende soorten informatie tot een verbonden geheel te maken zoals meestal in een biografie wel gedaan wordt. Dat moet de lezer zelf doen en dat “werkt wonderwel” zoals Wim de Bie in zijn weblog (Bieslog) schreef na het overlijden van Endt. “Het is het boeiendste en verhelderendste boek over de Tachtigers in hun meest stormachtige periode”. Kees Fens zei bij die gelegenheid over dit boek in de Volkskrant dat hij het rekende tot de mooiste literair-historische werken die hij kende.

### Eigen werk
- Herman Gorter documentatie 1864-1897. Amsterdam, 1964 (zeer vermeerderde druk 1986²)
- Een taal van horen zeggen. Bargoens en andere ongeschreven sterke taal. Amsterdam, 1969
- Het symbolistisch syndroom. Amsterdam, 1971
- Bargoens woordenboek. Kleine woordenschat van de volkstaal. Amsterdam, 1972-201120) (samen met Lieneke Frerichs)
- Moderne letterkunde. Amsterdam, 1975
- De exaltatie in kunst en leven omstreeks 1890. Amsterdam, 1978
- Herman Gorter en J.H. Leopold. Ontmoetingen op gehoorsafstand (J.H. Leopoldcahier, n° 4). Tilburg, 1985
- Mooi gebruld leeuw. Over Frederik van Eeden, W. Versluys, Nescio, Aeg. W. Timmerman, Herman Gorter. Amsterdam, 1986 (samengesteld door Tom van Deel e.a. ter gelegenheid van het afscheid van Endt van de Universiteit van Amsterdam)
- Versluys tussen oud en nieuw. Amsterdam, 1986
- Het festijn van tachtig. De vervulling van heel groote dingen scheen nabij. Amsterdam, 1990
- Ons schoon-zijn is de bloei der begeerte. [S.l., 1991]
- Edam-Volendam. Haarlem, 1992

### Tekstedities
- A.C. Staring, Gedichten van A.C.W. Staring. Bloemlezing. Zwolle, 1955
- Herman Gorter, Verzamelde lyriek tot 1905. Amsterdam, 1966
- Herman Gorter, Verzen. Amsterdam, 1977 (herziene en bijgewerkte druk 1987³)
- Herman Gorter, Mei. Amsterdam, 1994
- Herman Gorter, Mei, een gedicht. Amsterdam, 2002 (samen met Mary Kemperink)

### Medewerking
- Digters uit die Lae Lande. Bloemlesing uit die moderne Nederlandse en Vlaamse poësie. [S.l.], 1953
- Jenne Clinge Doorenbos, Wisselend getij. Dichterlijke en politieke activiteit in Herman Gorters leven. Amsterdam, 1964
- Herman Gorter (Schrijversprentenboek, n° 12). Den Haag, 1966
- Jopie Breemer, De groote beer in 't luchtruim. Een keuze uit "De Ontboezemingsbundel van Jopie Breemer" . Haarlem, 1981
- Herman Gorter, 100 jaar Mei. Amsterdam, 1989
- J.G.M. Moormann, De geheimtalen. Het Bargoense standaardwerk, met een nieuw, nagelaten deel. Amsterdam, 2002

## Trivia
- Enno Endt was de vader van sportjournalist, -schrijver en columnist David Endt.[2]